# Ramose
Ramose byl staroegyptský princ pocházející z počátku 18. dynastie. 
Byl synem prvního faraona Nové říše Ahmose I. a jeho manželky Ahmose-Nefertari. Jeho starším bratrem byl faraon Amenhotep I. Jeho nalezená socha je nyní ve sbírce Liverpoolské univerzity.
Jeho jméno v překladu znamená „Zrozený Reem“.